# スバル・マイア
マイア（MAIA）は、1960年10月14日に、富士重工業（現・SUBARU）がスバル・360の排気量を拡大したスバル・450を発売した際の海外向け輸出名。また1988年発売のスバル・レオーネの特別仕様車のサブネーム。